# Ringerike
Gmina Ringerike (norw. Ringerike kommune) – norweska gmina leżąca w regionie Buskerud. Jej siedzibą jest miasto Hønefoss.
Ringerike jest 46. norweską gminą pod względem powierzchni.

## Demografia
Według danych z roku 2005 gminę zamieszkuje 28 079 osób. Gęstość zaludnienia wynosi 18,08 os./km². Pod względem zaludnienia Ringerike zajmuje 26. miejsce wśród norweskich gmin.
| ludność stan na 1 stycznia 2005 |         |           |        |
|                                 | kobiety | mężczyźni | razem  |
| osób                            | 13 823  | 14 256    | 28 079 |
| %                               | 49,23%  | 50,77%    | 100%   |

| wykształcenie stan na 1 października 2004 |        |         |        |        |
|                                           | podst. | średnie | wyższe | niezn. |
| osób                                      | 5262   | 12 824  | 4260   | 570    |
| %                                         | 22,96% | 55,96%  | 18,59% | 2,49%  |

## Edukacja
Według danych z 1 października 2004:
- liczba szkół podstawowych (norw. grunnskolar): 20
- liczba uczniów szkół podst.: 3538

## Władze gminy
Według danych na rok 2011 administratorem gminy (norw. rådmann) jest Wenche Grinderud, natomiast burmistrzem (norw. ordfører, d. borgermester) jest Kjell Børre Hansen.

## Urodzeni w Ringerike
- Silje Opseth – norweska skoczkini narciarska